# Diana Bulimar
Diana Laura Bulimar (Timișoara, 22 agosto 1995) è una ginnasta rumena, membro della squadra rumena vincitrice della medaglia d'oro agli Europei di Bruxelles 2012, e di bronzo alle Olimpiadi di Londra.
Ai Campionati Europei di Mosca 2013 diventa vicecampionessa alla trave, e ottiene un bronzo al corpo libero.

## Carriera
Diana era considerata una delle ginnaste rumene junior più promettenti del 2008-2010. Durante questi anni, ha vinto una medaglia d'argento al corpo libero durante i Giochi Olimpici Giovanili, e un argento e un bronzo durante gli Europei junior di Birmingham.

### 2011: Campionati Mondiali di Tokyo
Il suo primo anno da senior viene oscurato da un infortunio al piede che la tiene fuori dalla palestra per diversi mesi. Il suo debutto avviene in agosto, durante i Campionati Nazionali Rumeni, dove vince il bronzo al corpo libero e arriva quarta nel concorso generale individuale.
Dopo alcune buone performance in due incontri amichevoli in Germania e Inghilterra, viene scelta per far parte della squadra nazionale che partecipa ai Mondiali di Tokyo. Qui contribuisce alla conquista, per la Nazionale di ginnastica artistica femminile della Romania del quarto posto, dietro Stati Uniti d'America, Russia e Cina. Individualmente si qualifica al corpo libero, all'ottavo e ultimo posto; un infortunio al piede le impedisce di competere nella finale, dove è sostituita dalla compagna Diana Chelaru, arrivata ottava.

### 2012: Europei e Olimpiadi
Dopo un inizio di stagione ricco di successi in Coppa del Mondo e incontri internazionali, viene scelta per partecipare ai Campionati Europei di Bruxelles. Qui riesce a vincere l'oro insieme alla squadra rumena ma, a causa della regola two-per-country, solo le sue compagne di squadra Cătălina Ponor e Larisa Iordache riescono a qualificarsi a trave e corpo libero grazie a dei punteggi più alti. Il suo punteggio al corpo libero durante la finale a squadre è di 14.633, (più che necessario per poter vincere la medaglia d'argento nella finale di specialità).
In giugno compete in una tappa di Coppa del Mondo a Gand, dove arriva seconda a trave (14.625) e prima al corpo libero (14.375). All'inizio di luglio compete in un incontro internazionale a Bucarest contro Francia, Italia e Germania. Aiuta la Romania ad arrivare al primo posto, staccando l'Italia di circa 10 punti, grazie a una buonissima trave (15.400) e un buon corpo libero (14.500).

#### Olimpiadi di Londra
Insieme alle connazionali Larisa Iordache, Diana Chelaru, Sandra Izbașa e Cătălina Ponor entra a far parte della squadra olimpica che parteciperà ai Giochi della XXX Olimpiade.
Il 29 luglio, con la giornata di qualificazione femminile, inizia la sua avventura olimpica. Compete solo a trave e parallele asimmetriche e contribuisce a far qualificare la squadra rumena al quarto posto, con un complessivo di 176.264, dietro la Cina terza classificata di qualche decimo (176.637). Individualmente non riesce a qualificarsi per la finale sugli staggi (14.000), ma si qualifica all'ottavo e ultimo posto per la finale alla trave (14.866).
Il 31 luglio compete a trave, parallele e corpo libero per la finale a squadre. Con degli alti punteggi, 14.066 a parallele, 14.533 a trave e 14.700 a corpo libero, vince il bronzo insieme alla squadra rumena, che è presente sul podio olimpico dalle Olimpiadi di Montreal 1976.
Nella finale ad attrezzo viene sostituita dalla compagna di squadra Larisa Iordache.

### 2013: Campionati Europei di Mosca
Viene iscritta per partecipare a due tappe di Coppa del Mondo: l'Internazionale di Francia e a Doha, dove vince rispettivamente l'argento e l'oro.
Viene scelta, insieme a Larisa Iordache, per rappresentare la Romania ai Campionati Europei di Mosca. Diana è considerata come una delle favorite per vincere il concorso generale individuale, infatti riesce a qualificarsi col secondo punteggio. Tuttavia arriva quarta in finale, dietro alle russe Alija Mustafina e Anastasija Grišina e alla compagna Larisa Iordache. Vince l'argento a trave e il bronzo a corpo libero.
A giugno compete alla tappa di Coppa del Mondo Anadia World Cup in Portogallo, vincendo il bronzo alla trave e l'oro al corpo libero, insieme alla Iordache.
A settembre vince il concorso individuale, il titolo alla trave e al corpo libero al Turnen Dames Interland, nei Paesi Bassi. Durante la prova podio dei Campionati Nazionali si infortuna gravemente al ginocchio ed è costretta ad operarsi il giorno stesso. Per questo motivo non parteciperà ai Campionati Mondiali.

### 2014: oro agli europei
Partecipa agli europei di Sofia 2014: nella finale a squadre la Romania vince la medaglia d'oro.